# 영국령 인도양 지역
영국령 인도양 지역(British Indian Ocean Territory, BIOT)은 남아시아에 있는 차고스 제도의 7개 섬과 그밖의 인도양에 퍼져 있는 56개 섬으로 이뤄진 영국의 해외 영토이다.
영국령 인도양 영토는 탄자니아와 인도네시아 중간 지점인 인도양에 위치한 영국의 해외 영토이다. 이 영토는 1,000개 이상의 개별 섬(대부분은 매우 작음)이 있는 차고스 군도의 7개 환초로 구성되어 있으며 총 면적은 60제곱킬로미터(23제곱마일)이다. 가장 남쪽에 있는 가장 큰 섬은 27평방 킬로미터(10평방 마일)의 디에고 가르시아(Diego Garcia)로 영국과 미국의 합동 군사 시설이 있는 곳이다.
유일한 거주자는 영국과 미국 군인 및 관련 계약자이며 총 3,000명(2018년 수치)이다. 차고스 군도에서 차고스인의 강제 퇴거는 1968년에서 1973년 사이에 발생했다. 당시 약 2,000명에 달했던 차고스인은 군사 기지를 건설하기 위해 영국 정부에 의해 모리셔스와 세이셸로 추방되었다. 지금도 추방된 차고시안들은 강제추방과 강탈이 불법이라며 귀국을 시도하고 있지만 영국 정부는 이들의 귀국권을 거듭 부인해왔다. 이 섬은 차고시안(Chagossians), 관광객 및 미디어에 대한 제한이 없다.
1980년대 이후 모리셔스 정부는 영국령 인도양 영토를 형성하기 위해 1965년 영국에 의해 당시 모리셔스 왕관 식민지에서 분리된 차고스 군도에 대한 통제권을 되찾기 위해 노력했다. 2019년 2월 국제사법재판소는 이 섬을 모리셔스에 반환할 것을 촉구하는 자문 의견을 내놓았다. 이후 유엔총회와 국제해양법재판소도 비슷한 결정을 내렸다. 2022년 11월 3일, 영국과 모리셔스는 국제 법적 절차를 고려하여 영국령 인도양 영토에 대한 주권에 대한 협상을 시작하기로 결정했다고 발표했으며, 이는 2024년 10월 영국이 디에고 가르시아의 미영 합동 군사기지만 유지하고 영토를 모리셔스에 양도한다는 합의로 마무리되었다.

## 역사
몰디브 선원들은 차고스 제도를 잘 알고 있었다. 몰디브 전설에서는 이 제도의 이름이 폴하바히(Fōlhavahi) 또는 홀하바이(Hollhavai)로 알려져 있다. 남부 몰디브의 구전 전통에 따르면 상인과 어부들은 때때로 바다에서 길을 잃고 차고스섬 중 하나에 좌초되었다. 결국 그들은 구조되어 집으로 돌아왔다. 그러나 이 섬들은 몰디브 왕조에서 너무 멀리 떨어져 있어서 그들이 영구적으로 정착할 수 없다고 판단되었다. 따라서 수세기 동안 차고스인은 북부 이웃들로부터 무시를 받았다.

## 스포츠
- 차고스 제도 축구 국가대표팀

## 같이 보기
- 영국의 해외 영토